# 布達 (伊利諾伊州)
布達（英語：Buda）是位於美國伊利諾伊州比羅縣的一個村落。

## 地理
布達的座標為41°19′30″N 89°40′48″W / 41.32500°N 89.68000°W，而該地最高點為海拔高度234米（即768英尺）。

## 人口
根據2010年美國人口普查的數據，布達的面積為2.60平方千米，當中陸地面積為2.60平方千米，而水域面積為0.00平方千米。當地共有人口538人，而人口密度為每平方千米206人。